# Drymusa huberi
Espèce
Drymusa huberi est une espèce d'araignées aranéomorphes de la famille des Drymusidae.

## Distribution
Cette espèce est endémique de l'État d'Yaracuy au Venezuela,. Elle se rencontre vers La Guáquira.

## Description
La carapace de la femelle holotype mesure 1,32 mm de long sur 1,02 mm et la carapace du mâle paratype 1,26 mm de long sur 1,05 mm.

## Systématique et taxinomie
Cette espèce a été décrite par Villarreal et Chamé-Vázquez en 2023.

## Étymologie
Cette espèce est nommée en l'honneur de Bernhard A. Huber.

## Publication originale
- Villarreal & Chamé-Vázquez, 2023 : « First record of the false violin spider of the family Drymusidae (Araneae, Synspermiata, Scytodoidea) from Venezuela, with the description of a new species. » Zoosystematics and Evolution, vol. 99, no 1, p. 273-280.